# あいつら全員同窓会
「あいつら全員同窓会」（あいつらぜんいんどうそうかい）は、日本の音楽ユニットずっと真夜中でいいのに。の楽曲。2021年6月18日にEMI Recordsより、各種音楽配信サービスにてリリースされた。楽曲は、オンラインRPG『PSO2ニュージェネシス』コラボ「NO BORDER.」の楽曲及び、Spotifyブランド/プレミアムTVCMソングとして使用されている。

## 背景
ずっと真夜中でいいのに。は2021年6月9日より、サービス開始予定の新作オンラインRPG「PSO2 」との新プロジェクト「NO BORDER.」をスタートさせていた。本楽曲は同プロジェクトで掲げられたメッセージ「NO BORDER. キミにしかなれない、キミがいる。」を基に制作された。楽曲は「ずっと真夜中でいいのに。ライブ、CLEANING LABO『温れ落ち度』」の2日目にて初めて公開された。ミュージックビデオはえいりな刃物が制作し、配信日に公開された。

## 音楽性
本楽曲の音楽性は、ディスコ・ファンクのアプローチとそれに混じる華やかなストリングスのアレンジなどが特徴とされている。MUTEKI DEAD SNAKEはその楽曲構成について「静かなイントロからAメロから始まり、Bメロでは太く煌びやかなギターが入り、そのままギターのフレーズで盛り上げつつストリングスのフォールでサビが始まる...というように徐々に楽器を増やして効果的に盛り上げる構成になっている」と説明した。またサビのアレンジについては、「1回し目では全体の演奏を休符多めで抜き気味に演奏している」とし、カーリー・レイ・ジェプセンの「Call Me Maybe」を彷彿とさせると述べている。また楽曲の終盤にはスポークンワードのようなラップパートが挿入されている。

## 評価・批評
- MUTEKI DEAD SNAKEは本楽曲について、「リスナーを裏切る仕掛けが多く用意されている」と指摘し、このような「サービス精神満載」な本楽曲は「情報量が増加した現代のJ-POPシーンを象徴するような楽曲」だと述べた[11]。
- ロッキング・オンの小松香里は、楽曲について「多くのフックがちりばめられ、高速で情報通信がなされ続けているような曲」と形容し、「追い立てられるように情報の洪水に侵食される中で、自分なりに生き抜こうとする現代人の姿がはっきりと重なる。」と述べた[1]。

## チャート成績

### 認定と売上
|                                | 認定 (RIAJ) | 売上/再生回数      |
| ------------------------------ | ----------- | ------------------ |
| ダウンロード                   | 未公表      | -                  |
| ストリーミング                 | シルバー    | 30,000,000* 回再生 |
| *認定のみに基づく売上/再生回数 |             |                    |

## 収録内容
| #         | タイトル               | 作詞・作曲 | 編曲            | 時間 |
| --------- | ---------------------- | ---------- | --------------- | ---- |
| 1.        | 「あいつら全員同窓会」 | ACAね      | 100回嘔吐、ZTMY | 4:15 |
| 合計時間: | 合計時間:              | 合計時間:  | 合計時間:       | 4:15 |

## 収録アルバム
- 『伸び仕草懲りて暇乞い』